# Herbinghen
Herbinghen település Franciaországban, Pas-de-Calais megyében. Lakosainak száma 423 fő (2022. január 1.). Herbinghen Licques, Nabringhen, Sanghen, Bainghen és Hocquinghen községekkel határos.

## Népesség
A település népességének változása:
| Lakosok száma | 380  | 368  | 376  | 378  | 388  | 398  | 405  | 410  | 423  |
|               | 2013 | 2015 | 2016 | 2017 | 2018 | 2019 | 2020 | 2021 | 2022 |